# جيم رون
 إيمانويل جيمس رون (17 سبتمبر 1930 - 5 ديسمبر 2009) المعروف باسم جيم رون، كان رجل أعمال أمريكي ومؤلف ومتحدث تحفيزي.[بحاجة لمصدر]

## بداياته
ولد إيمانويل جيمس «جيم» رون في ياكيما، واشنطن، لإيمانويل وكلارا رون. امتلكت عائلة رون وعملت في مزرعة في كالدويل، أيداهو، حيث نشأ جيم، وهو الطفل الوحيد.

## عمله
ترك رون الكلية بعد عام واحد فقط من وبدأ حياته المهنية من خلال العمل كمدير للموارد البشرية في متجر سيرزSears. في هذا الوقت، دعاه أحد الأصدقاء إلى محاضرة ألقاها أحد رجال الأعمال المشهورين. في عام 1955، انضم رون إلى شركة تجارية كموزع.
في عام 1957، استقال رون من توزيعه مع الشركة الأولى وانضم إلى شركة بيع مباشر أخرى. في عام 1960، أصبح رون نائب لرئيس المؤسسة.
بعد توقف هذه المؤسسة عن العمل في أوائل الستينيات، تمت دعوة رون للتحدث في اجتماع لـنادي الروتاري. وسرعان ما بدأ الآخرون يطلبون منه التحدث في مناسبات أخرى. في عام 196، قدم أول ندوة عامة له في فندق بيفرلي هيلز. ثم بدأ تقديم الندوات في جميع أنحاء البلاد، وبدأ بتعليم فلسفته الشخصية للتنمية.
خلال السبعينيات، أجرى رون عددًا من الندوات لشركة ساندرد أويل. في الوقت نفسه، شارك في أعمال تطوير الذات التي سميت بـ"Adventures in Achievement"، والتي تضمنت حلقات دراسية حية بالإضافة إلى ورش عمل حول التطوير الشخصي. قدم الندوات في جميع أنحاء العالم لأكثر من 40 عاماً. [بحاجة لمصدر]
قام رون بإرشاد كل من مارك هيوز (مؤسس شركة هربالايف الدولية) والكاتب والمدرب الدولي توني روبنز في أواخر السبعينيات.
حصل رون على جائزة جمعية المتحدثين الوطنية CPAE لعام 1985. وهو أيضاً صاحب 17 مؤلفاً مكتوباً ومسجلاً ومرئياً، بما في ذلك كتابه "The Power of Amition" و"Take Charge of Your Life" و"The Day That Turns Your Life Around". العديد من خطبه متاحة الآن مجانًا على منصات التواصل الاجتماعي كموقع يوتيوب.

## وفاته
توفي جيم رون نتيجة التليف الرئوي في 5 ديسمبر 2009. وتم دفنه في غلينديل، كاليفورنيا.